# 荻町
荻町（おぎまち）は、かつて大分県の南西に位置する直入郡に存在した町である。特産品のトマトと滝の白水の滝で知られていた。
2005年4月1日、直入郡久住町、直入町とともに竹田市と新設合併して新市制による竹田市となり、自治体としての荻町は消滅した。

## 概要
2004年7月1日時点の統計では、人口3,642人、面積50.32km2、世帯数1,159世帯となっている。現在の住所表記は「大分県竹田市荻町○○」となっているが、旧荻町時代の住所表記は「大分県直入郡荻町大字○○」となっていた。

## 地理
大分県の南西部に位置し、熊本県と隣接していた。

## 歴史
- 1889年（明治22年）4月1日 - 町村制施行に伴い直入郡馬場村、藤渡村、新藤村、桑木村、木下村、政所村、馬背野村、恵良原村、南河内村が合併し、荻村（おぎむら）が成立。
- 1955年（昭和30年）4月1日 - 荻村が直入郡柏原村と合併し、町制施行して荻町が発足。
- 2005年（平成17年）4月1日 - 竹田市、直入郡直入町・久住町と合併し、新「竹田市」となり消滅。

## 交通

### 鉄道
- 九州旅客鉄道（JR九州）
  - 豊肥本線
    - 豊後荻駅

### 道路
荻には国道・主要地方道は存在せず、一般県道3路線が存在している。東西に横断する県道高森竹田線は荻地区の大動脈で交通量が多い。

#### 一般県道
- 大分県道135号高森竹田線（荻地区の基幹道路、竹田市と南阿蘇を結ぶ）
- 大分県道640号穴井迫荻線
- 大分県道695号九重野荻線

#### その他
- 宇目小国林道荻・竹田線
- 大野川上流広域農道（奥豊後ロード）

## 名所・旧跡・観光スポット・祭事・催事
- 荻の里温泉
- 白水の滝
- 大谷ダム